# Jakob von Preysach
Jakob Freiherr von Preysach (* 1702 in Berlin; † 28. Juni 1787 in Mantua) war k.k Feldzeugmeister, General der Kavallerie und zuletzt Kommandant der Festung Mantua und Inhaber des Infanterie-Regiment No. 39.

## Leben
Er kommandierte 1735 eine Grenadier-Kompanie im Infanterie-Regiment No. 51 (Gyulai). Aber er tauschte mit dem Hauptmann Jakob de Broune und kam so in das Infanterie-Regiment No. 19. Dort wurde er 1739 als Major zum Infanterie-Regiment No. 39 und 1740 zum Oberstleutnant befördert. Er wurde 1741 als Kommandeur und Nachfolger des Inhabers Palffy, der zum Generalfeldwachtmeister befördert wurde. Preysach wurde im Dezember 1742 Oberst und kommandierte das Regiment im österreichischen Erbfolgekrieg.
Preysach wurde am 11. Januar 1751 zum Generalfeldwachtmeister befördert und kämpfte als solcher im Siebenjährigen Krieg. Er zeichnete sich bei Breslau (22. November 1757) aus und wurde am 2. Dezember 1757 mit Rang vom 12. Februar 1756 Feldmarschall-Lieutenant befördert. In der Schlacht bei Leuthen (5. Dezember 1757) wurde er schwer verletzt, kam nach Breslau und geriet bei der Kapitulation der Stadt in preußische Kriegsgefangenschaft. Am 21. Mai 1758 wurde er ausgetauscht und zum Inhaber des Infanterie-Regiments No. 39 ernannt. Anschließend kam er als Kommandant in die Festung Pavia und 1783 nach Mantua.
Er wurde noch am 3. April 1784 mit Rang vom 27. August 1770 zum General der Kavallerie ernannt. Preysach ging in den Ruhestand und starb am 28. Juni 1787 in Mantua.
Der General war hochgebildet und sprach hebräisch, griechisch und lateinisch.